# NGC 2772
NGC 2772 est une galaxie spirale vue par la tranche et située dans la constellation de la Boussole. NGC 2772 a été découverte par l'astronome britannique John Herschel en 1835.

## Caractéristiques
Sa vitesse par rapport au fond diffus cosmologique est de 3 733 ± 23 km/s, ce qui correspond à une distance de Hubble de 55,1 ± 3,9 Mpc (∼180 millions d'al).
À ce jour, 14 mesures non basées sur le décalage vers le rouge (redshift) donnent une distance de 61,332 ± 7,728 Mpc (∼200 millions d'al), ce qui est à l'intérieur des valeurs de la distance de Hubble. Notons cependant que c'est avec la valeur moyenne des mesures indépendantes, lorsqu'elles existent, que la base de données NASA/IPAC calcule le diamètre d'une galaxie et qu'en conséquence le diamètre de NGC 2772 pourrait être d'environ 36,8 kpc (∼120 000 al) si on utilisait la distance de Hubble pour le calculer. 
La classe de luminosité de NGC 2772 est II et elle présente une large raie HI. De plus, elle renferme des régions d'hydrogène ionisé.